# Gerald Steinacher
Gerald Steinacher (Sankt Johann in Tirol, 2 settembre 1970) è uno storico austriaco del Terzo Reich e del Fascismo.

## Biografia
Gerald Steinacher è professore di storia all'Università del Nebraska (Stati Uniti). Prima del 2011 era docente presso l'Istituto di Storia Contemporanea a Innsbruck e l'Istituto di storia a Lucerna. Nel 2006 ha lavorato come Research Fellow presso il Center for Advanced Holocaust Studies nello US Holocaust Memorial Museum a Washington.
Nel 2009 è stato Visiting Scholar presso il Centro di ricerca sull'Europa all'Università di Harvard e nel 2010-11 era Joseph Schumpeter Research Fellow a Harvard. Dal luglio 2000 al 2011 ha lavorato come archivista e storico contemporaneo presso l'Archivio Provinciale di Bolzano. Inoltre è membro dell'associazione storiografica Geschichte und Region/Storia e Regione.
Egli è autore di pubblicazioni di storia contemporanea italiana, austriaca e altoatesina nonché di "Intelligence Studies".

## Pubblicazioni
- Ausgrenzung in die Wirtschaft? Karrieren von Südtiroler Nationalsozialisten nach 1945, in Regionale Zivilgesellschaft in Bewegung - Cittadini innanzi tutto. Festschrift für / Scritti in onore di Hans Heiss, a cura di Hannes Obermair, Stephanie Risse e Carlo Romeo, Wien-Bozen, Folio Verlag, 2012, ISBN 978-3-85256-618-4, pp. 270-283.
- Nazis on the Run. How Hitler's Henchmen Fled Justice, Oxford-New York, Oxford University Press, 2011. ISBN 978-0-199576869
- La via segreta dei Nazisti. Come l'Italia e il Vaticano salvarono i criminali di guerra, Milano, Rizzoli Editore, 2010
- Nazis auf der Flucht. Wie Kriegsverbrecher über Italien nach Übersee entkamen, Frankfurt, Fischer, 2010. ISBN 978-3-596-18497-2
- (con Aram Mattioli, ed.), Für den Faschismus bauen: Architektur und Städtebau im Italien Mussolinis, Zürich, Orell Fuessli Verlag, 2009. ISBN 978-3-280061152
- (con Hans-Guenter Richardi, ed.), Für Freiheit und Recht in Europa. Der 20. Juli 1944 und der Widerstand gegen das NS-Regime in Deutschland, Österreich und Südtirol, Innsbruck-Wien-Bozen, Studienverlag, 2009. ISBN 978-3-7065-46348
- Tra Duce, Führer e Negus. L'Alto Adige e la guerra d'Abissinia 1935-1941 (Pubblicazioni dell'Archivio Provinciale di Bolzano, 27), Trento, Temi, 2008. ISBN 978-88-89706-38-1
- The Cape of Last Hope: The Flight of Nazi War Criminals through Italy to South America, in Transatlantic Relations. Austria and Latin America in the 19th and 20th Century (Transatlantica, 1), a cura di Klaus Eisterer e Günter Bischof, New Brunswick 2006, pp. 203–224.
- Im Schatten der Geheimdienste. Südtirol 1918 bis zur Gegenwart, Innsbruck-Wien-Bozen, Studienverlag, 2003. ISBN 978-3-7065-1644-0
- (a cura di) Zwischen allen Fronten. Ludwig K. Ratschiller, Autobiografie eines Südtiroler Partisanen, Bozen, Raetia, 2003. ISBN 978-88-7283-192-2
- Südtirol und die Geheimdienste 1943–1945, Wagner, Innsbruck 2000. ISBN 3-7065-1346-3